# Юность (стадион, Волочиск)
«Юность» (укр. «Юність») — главный стадион города Волочиск Хмельницкой области, домашняя арена футбольного клуба «Агробизнес». Вместимость — 2700 зрителей.

## История
Стадион «Юность» был сдан в эксплуатацию в 1980 году. Вместимость стадиона в то время составляла 3500 мест. После реконструкции, в ходе которой на центральных секторах стадиона были установлены пластиковые сиденья, количество зрительских мест уменьшилось до 2700.
В сезоне 2003/04 хмельницкое «Подолье» провело на стадионе пять матчей в рамках Второй лиги чемпионата Украины. В этих играх хозяева поля получили четыре победы при одной ничьей.
В 2016 году стадион стал домашней ареной для футбольного клуба «Агробизнес». На «Юности» проходят матчи команд «Агробизнес» и (с 2017 года) «Агробизнес-2» в рамках Чемпионата Хмельницкой области, Чемпионата Украины среди любителей (в сезоне 2016/17), Второй лиги (в сезоне 2017/18), Первой лиги (в сезоне 2018/19) и Кубка Украины по футболу.
В 2018 году ФК «Агробизнес» реконструировал стадион согласно требованиям Первой лиги. Были установлены системы автоматического полива газона и освещения, реконструированы трибуны, а также обустроено на территории стадиона искусственное поле для тренировок.

## Характеристики
Основные параметры стадиона:
- Длина беговых дорожек — 400 м;
- Габариты футбольного поля — 105х74 м;
- Площадь капитального здания — 1000 м2.

## Владельцы
- 1980—2012: Волочиское физкультурно-спортивное общество «Колос»
- 2012—2016: Отдел образования, молодежи и спорта Волочиской райадминистрации
- 2016—н. в.: Волочиская объединенная территориальная община[2]